# Elcio Coronato
Elcio Coronato (São Paulo, 21 de junho de 1982) é um palestrante, diretor, entrevistador e apresentador de televisão brasileiro. Atualmente apresenta o "E se fosse Você?" no programa Hoje em Dia na Record TV. Foi repórter da MTV Brasil e do site de humor Kibe Loco; também integrou o programa Legendários da Rede Record e o canal Desimpedidos do YouTube. Em 2014 dirigiu e foi repórter no SBT na Web. Em 2015 voltou para a Rede Record para apresentar o seu tradicional quadro de testes comportamentais, o "Testes do Coronato". Em 2017 assumiu a direção da Playboy além de ser o embaixador da marca no Brasil. Em 2019 fundou a Mind Wave Brasil, seu projeto sobre inteligência social e social hacking, no seu canal de YouTube aborda o assunto de forma acessível para todos os públicos. Ainda em 2019 estreou seu programa de entrevistas Mind Talks. Elcio também é mindsetter especialista em social hacking. 
Em 2024, Elcio retornou a Record TV para apresentar o mesmo quadro que apresentou no passado no programa  Hoje em Dia, desta vez com o nome de "E se fosse você? 

## História
Em 2001 Elcio Coronato começou a produzir pílulas de vídeo na faculdade, o projeto se chamava "Mundo Real" e depois foi rebatizado de “Percepção”.
Percepção era uma série de vídeos comandados por Elcio Coronato, onde ele utilizava câmeras escondidas para flagrar atitudes hipócritas da sociedade.
Em 2002 e nos anos seguintes, esta série de vídeos foi premiada inúmeras vezes na faculdade e se tornou sensação entre os alunos, eles  faziam cópias em VHS e as fitas circulavam de sala em sala. Até que alguém converteu os vídeos das fitas para arquivos de computador em uma resolução bem baixa pra que eles pudessem mandar uns para os outros por e-mail, assim, os vídeos começaram a se espalhar pela web.
Em 2003 Elcio fez um site disponibilizando os vídeos na rede, onde todos pudessem acessá-los. Neste momento o projeto Percepção passou a se chamar TVCaos. Como em 2003, a internet era muito lenta, não existia YouTube, mal existiam vídeos na rede e muito menos de produtores independentes, os vídeos eram de baixíssima resolução, tinham no máximo 3 MB para que fosse possível assisti-los pela internet. O site da TVCaos era simples, uma página com 22 vídeos para serem baixados, nesse primeiro momento o site chegou a ter por volta de 10 mil visitas por dia.
Em 2007, o TVCaos passou a ser um programa ao vivo exibido pela AllTV, a primeira emissora de TV transmitida 24 horas ao vivo pela Internet. Na AllTV o programa era diferente, de debates pesados e com ações inusitadas ao vivo, para se ter uma ideia eles foram os primeiros no Brasil a experimentar o I-Doser, uma espécie de droga virtual.
Em 2008 Elcio passa a apresentar 3 projetos simultâneos, o programa de TV "Formigas e Gafanhotos", fazia suas "vídeocrônicas" independentes no Youtube que futuramente outras pessoas passaram a fazer o mesmo chamando o formato de vlog. E também a convite de Antonio Tabet, passou a apresentar o KibeLoco Repórter.
Em 2009 ele foi contratado pela MTV e então a TVCaos foi totalmente retirada do ar.
Depois disso, a convite de Marcos Mion, Elcio foi para o Legendários onde passou a apresentar o seu quadro de Testes, no mesmo formato que ele criou e apresentou durante os tempos de TVCaos. No Legendários Elcio testou os mais diversos assuntos utilizando câmeras escondidas a fim de provar contradições e hipocrisias, preconceitos, injustiças e tabus. Nos testes, Elcio podia estar comandando a situação dentro de um switcher, furgão ou base. Ou até mesmo participava dos testes utilizando disfarces. O teste também poderia ser Elcio sentir na pele alguma situação, como viver como um “cordeiro” no carnaval de Salvador ou transformar-se em um cantor.
Este quadro fez grande sucesso chegando a bater 12 pontos no IBOPE nas noites de sábado. Elcio Coronato também comandou o Legendários na Web, o programa que acontecia ao vivo simultaneamente ao programa da televisão, o primeiro programa second screen do Brasil.
Neste período Elcio Coronato iniciou sua carreira como cantor porém até hoje só gravou um disco, o single "Garota Legendária"
Em fevereiro de 2013, 3 dias antes da estreia da quarta temporada do Legendários, Elcio Coronato decidiu sair da atração e declarou: "É hora de buscar novos caminhos na televisão."  Depois disso Elcio Coronato voltou a investir na internet, fez parte do início e construção do canal Desimpedidos e logo em seguida, em 2014 foi para o SBT, onde atuou como diretor e repórter.
No dia 9 de setembro de 2014, Elcio Coronato lançou o seu novo canal no Youtube, o Coronhada, onde apresenta matérias que abordam tabus da sociedade contemporânea, principalmente sobre sexo.
Em 2015, novamente a convite de Antônio Tabet, Elcio foi repórter do programa Show do Kibe, de Tabet, programa exibido pelo canal por assinatura TBS.
Ainda em 2015, Elcio retornou a Rede Record e apresentou o "Testes do Coronato". Seu quadro manteve o mesmo sucesso do passado, muitas vezes ficando em primeiro lugar no IBOPE.
Em 2017 assumiu a direção da Playboy e se tornou o Embaixador da marca no Brasil.
Em 2019 fundou a Mind Wave Brasil, seu projeto sobre inteligência social e social hacking, no seu canal de Youtube aborda o assunto de forma acessível para todos os públicos. Ainda em 2019 estreou seu programa de entrevistas Mind Talks.
Em 2024 retorna a Record TV para o programa Hoje em Dia, onde apresenta seu tradicional quadros de Testes, dessa vez sob o título de "E se fosse você?"

## Trabalhos
| Ano             | Programa                  | Emissora                      |                                   |
| --------------- | ------------------------- | ----------------------------- | --------------------------------- |
| 2024            | Hoje em Dia               | Rede Record                   | Apresentador (E se fosse Você?)   |
| 2023 a 2024     | Chupim                    | Rádio Metropolitana e Youtube | Diretor                           |
| 2022            | Coronation                | YouTube                       | Apresentador                      |
| 2019 a 2021     | Mind Talks                | YouTube                       | Apresentador Entrevistador        |
| 2019            | Alô Social Hacker         | Podcast                       | Apresentador Entrevistador        |
| 2018 a presente | Canal Elcio Coronato      | YouTube                       | Proprietário                      |
| 2017            | Playboy                   | Multiplataformas Playboy      | Diretor e Embaixador da marca     |
| 2015 a 2016     | Hoje em Dia               | Rede Record                   | Apresentador (Testes do Coronato) |
| 2015            | Show do Kibe              | TBS                           | Repórter                          |
| 2014 a 2017     | Coronhada                 | YouTube                       | Apresentador e idealizador        |
| 2014            | SBT na Web                | SBT                           | Repórter e diretor                |
| 2013 a 2014     | Desimpedidos              | YouTube                       | Repórter                          |
| 2012            | TVCaos                    | YouTube                       | Apresentador e idealizador        |
| 2010 a 2012     | Legendários               | Rede Record                   | Apresentador                      |
| 2009            | Notícias MTV              | MTV                           | Repórter                          |
| 2008            | Kibe Loco                 | YouTube                       | Repórter                          |
| 2008            | Formigas e Gafanhotos     | TV Ideal                      | Apresentador                      |
| 2008            | TVCaos                    | FizTV                         | Apresentador e idealizador        |
| 2007            | TVCaos                    | AllTV                         | Apresentador e idealizador        |
| 2004 a 2008     | TVCaos (antigo Percepção) | Site próprio na Internet      | Apresentador e idealizador        |
| 2001 a 2003     | Percepção                 | Projeto Independente          | Apresentador e idealizador        |

## Discografia
- Garota Legendária (2010)